# Lung zoi bin jyun
 Lung zoi bin jyun (chiń. upr. 龙在边缘; chiń. trad. 龍在邊緣; pinyin Lóng zài biānyuán; jyutping Lung4 zoi6 bin1 jyun4) – hongkoński dreszczowiec sensacyjny w reżyserii Clarence’a Foka, którego premiera odbyła się 15 października 1999 roku.
Film zarobił 8 313 482 dolarów hongkońskich.

## Obsada
Źródło: Filmweb

- Andy Lau – Flying Dragon
- Louis Koo – Sing
- Wong Anthony – Leopard
- Suki Kwan – Fanny
- Patrick Tam – Tong Man-chun
- Eric Wan – Pan Mean
- Lee Siu-kei – White Head
- Lung Fong
- Chi Hung Ng
- Shek Yin Lau